# 신윤정 (1990년)
신윤정(1990년 1월 5일 ~ )은 대한민국의 배우이다.

## 학력
- 한국예술종합학교 연기과

## 드라마
- 2017년 KBS2 주말연속극 《아버지가 이상해》
- 2020년 SBS 금토드라마 《편의점 샛별이》- 김정하 역
- 2020년 KBS2 드라마스페셜 《도독잠》- 미희 역
- 2021년 웹드라마 《가시리잇고》

## 영화
- 2018년 《1급기밀》- 여부관 역
- 2021년 《용루각 2: 신들의 밤》- 혜원 역
- 2022년 《정직한 후보 2》- 신주무관 역

## 공연
- 2010년 당신이 잠든 사이
- 2012년 전국노래자랑
- 2013년 그리스
- 2015년 베어 더 뮤지컬
- 2017년 나의 사랑 나의 신부